# 高月保
高月保，是日本的國際戰略專家，島根縣人，大正十年於日本陸軍士官學校第三十三期畢業，出身貴族，獲日本天皇頒賜銀表獎勵。而第三期的有蔣百里，蔣百里拿了天皇賜劍。高月保曾經派駐朝鮮服役，後由陸軍省保薦入讀日本陸軍大學四十四期，主攻蘇戰略。昭和七年（即是1932年）獲優等第二名畢業。在49名學員考第一的是花本盛彥。1934年任日本駐拉脫維亞使館少佐武官。自稱為「拉脫維亞的櫻」。日本軍讚賞櫻花「燦爛中凋謝」的品質，不畏戰死。1938年，土居明夫和高月保認為蘇聯主動插手中國問題可能性不大，日本應該堅決打垮中國的抵抗，之前不要刺激蘇聯，避免與蘇聯開戰，深知日本不敵蘇聯軍力。因此獲陸軍省欣賞，晉陞為中佐，回日本國內，任陸軍省作戰課作戰班班長，指導中國戰場的作戰。高月保參與對華的細菌戰試驗作戰（寧波），及指導對華細菌戰。1940年11月29日，高月保於东黄城根遭中國軍統北平站特工麻剋敵、邱國豐刺殺身亡 。

## 外參
1. ↑  .   [2013-01-22]. （原始内容存档于2009-04-11）.
2. ↑  .   [2013-01-22]. （原始内容存档于2016-03-04）.

1. 萨苏《国破山河在：从日本史料揭示中国抗战》
《惊天一击：刺杀天皇特使案真相探秘》章节